# Érik Bédard
Érik Joseph Bédard (Navan, subúrbio de Ottawa, 5 de março de 1979) é um jogador canadense de beisebol. É arremessador titular canhoto, atualmente no Baltimore Orioles.